# Jack Sweeney
Jack Sweeney (* 2002) ist ein US-amerikanischer Softwareentwickler und Unternehmer.

## Leben
Jack Sweeney wuchs im Bundesstaat Florida auf. Sein Vater war viele Jahre lang als Technischer Leiter bei der Fluggesellschaft American Airlines tätig.
Nach seinem High-School-Abschluss studierte Sweeney Softwaretechnologie und Informationstechnologie an der University of Central Florida.
Im Februar 2022 gründete Sweeney eine Firma unter dem Namen Ground Control, die öffentlich dafür bekannt wurde, dass sie die Flugaktivitäten und Flugdaten zahlreicher prominenter Persönlichkeiten erfasst und auswertet, wie beispielsweise von Elon Musk, Jeff Bezos, Mark Zuckerberg, Bill Gates, Wladimir Putin, Donald Trump oder Taylor Swift.